# Леонов, Юрий Юрьевич
Юрий Юрьевич Леонов (род. 28 февраля 1963 года, в городе Москва, РСФСР, СССР - 31 января 2001 года) — российский политический деятель, депутат Государственной Думы ФС РФ первого созыва (1993—1995).

## Биография
В 1985 году получил высшее образование на факультете журналистики Московского государственного университета имени. М. В. Ломоносова. До 1992 года работал в средней школе преподавателем обществоведения, русского языка и литературы. С 1988 по 1990 год, параллельно с преподаванием в школе, работал редактором газеты Московского механического завода. С 1991 по 1993 год работал редактором газеты «Рабочий».
В 1993 году избран депутатом Государственной думы Федерального Собрания Российской Федерации первого созыва. В Государственной думе был членом комитета по труду и социальной политике, входил во фракцию КПРФ. Трагически погиб 31 января 2001 года.